# Světlana Kalousková
Světlana Kalousková je klavíristka, zpěvačka, dramaturgyně výstav a galeristka působící v pražské Hradčanské galerii Josefa Kalouska a v Galerii Lapidárium na Starém Městě v Praze.

## Život
Světlana se narodila na Slovensku v Prešově do rusínské rodiny: její matka pocházela z vesnice Kurinka a její otec Andrej Šlepecký z vesnice Bukovec. Její otec, literární vědec doc. dr. Andrej Šlepecký, CSc. působil řadu let jako vysokoškolský pedagog na Prešovské univerzitě a Světlana zde také absolvovala studium na Filozofické fakultě. Ve 4. ročníku studia na fakultě se účastnila brigády s tématem „studenti Pražskému hradu“, a během svého pobytu v Praze se seznámila se svým budoucím manželem – malířem Josefem Kalouskem. Po přestěhování do Prahy v roce 1991 se Světlana živila jako středoškolská profesorka na EKO gymnáziu. (Řadu studentů připravila na festival ARS POETICA – Puškinův památník.) Na komorních scénách vystupuje Světlana také jako klavíristka, zpěvačka šansonů a písní ze svého rodného kraje a z území kolem západní Ukrajiny nebo Zakarpatské Ukrajiny.

## Hradčanská galerie Josefa Kalouska
V roce 1992 začal její manžel Josef Kalousek budovat v bývalé konírně v přízemí domu na Hradčanském náměstí číslo 12 vlastní galerii, a v patře nad ní pak zbudoval byt. Galerie zahájila svoji výstavní činnost v roce 1994. V „řízení provozu“ galerie se manželé Kalouskovi vzájemně dobře doplňovali a vytvářeli na pražské kulturní scéně výrazně působící sehranou dvojici: Josef Kalousek byl umělcem a vizionářem, zatímco jeho žena Světlana se soustředila na praktický chod rodinné galerie, kde působila jako dramaturgyně výstav a galeristka. Společně manželé vedli galerii až do roku 2023, kdy Josef Kalousek zemřel. Po jeho skonu převzala Hradčanskou galerii plně do svých rukou Světlana Kalousková.

## Galerie Lapidárium
Od podzimu roku 2020 se působnost Hradčanské galerie Josefa Kalouska rozšířila i na Galerii Lapidárium. Tato galerie s unikátním výstavním prostorem pod klenbami je umístěna v historickém centru Prahy uprostřed Starého Města nedaleko od Staroměstského náměstí, v přízemí památkáři evidovaného domu (objekt je zapsaný na seznam památek UNESCO) v Rámové ulici číslo 6. Galerie Lapidárium je v majetku Světlany Kalouskové.

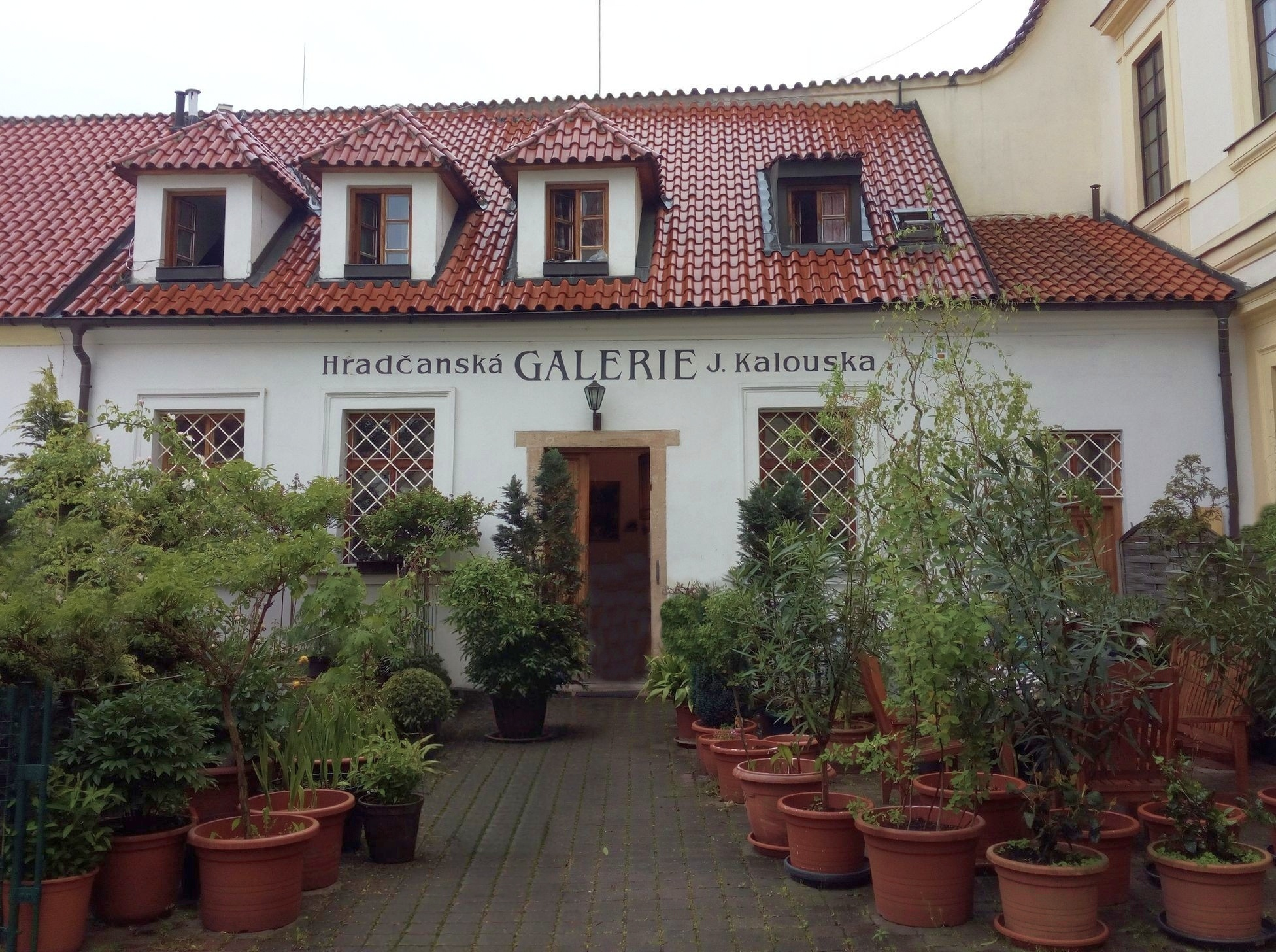
Hradčanská galerie Josefa Kalouska
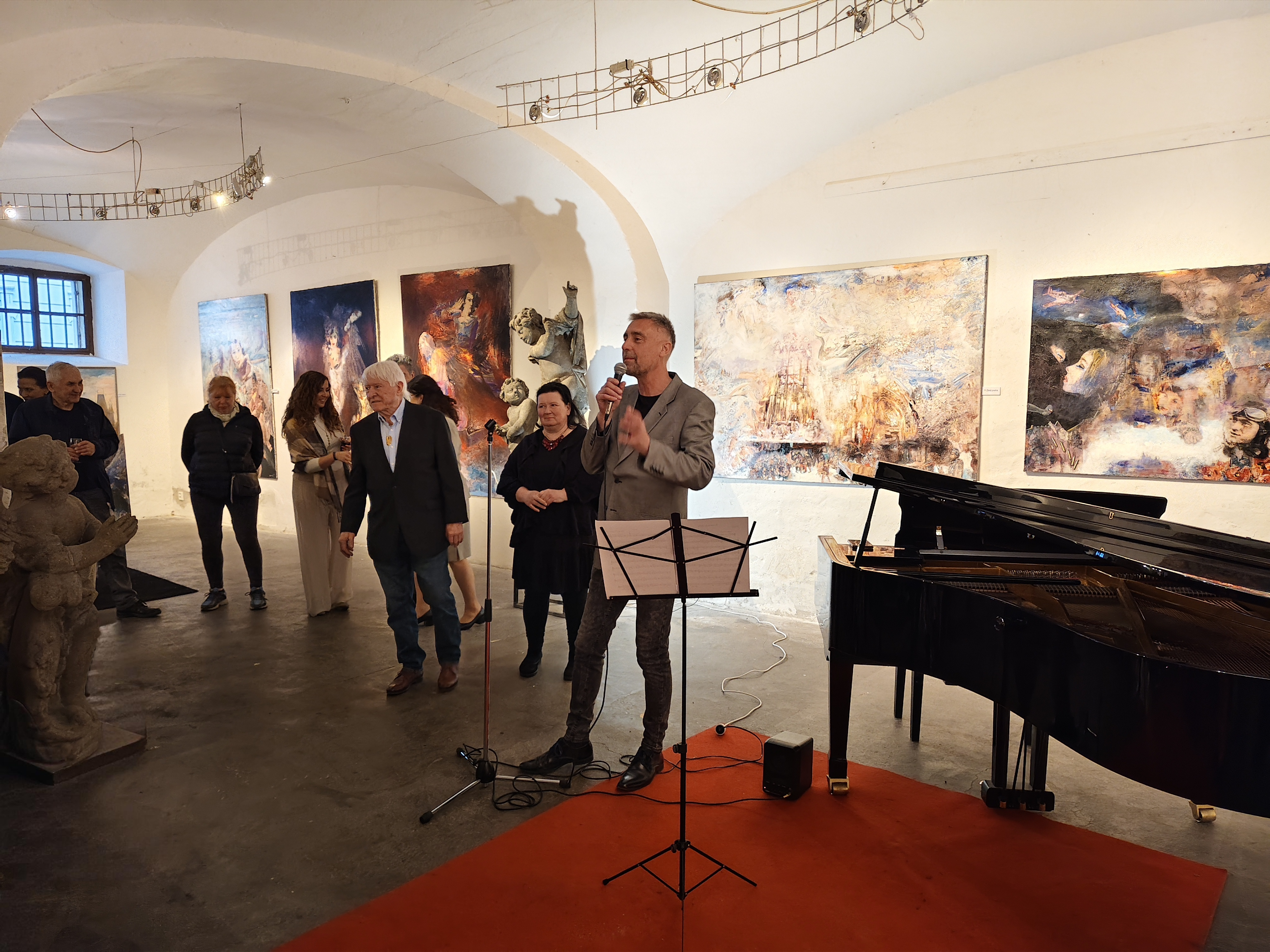
Pohled do části vnitřního prostoru Galerie Lapidárium
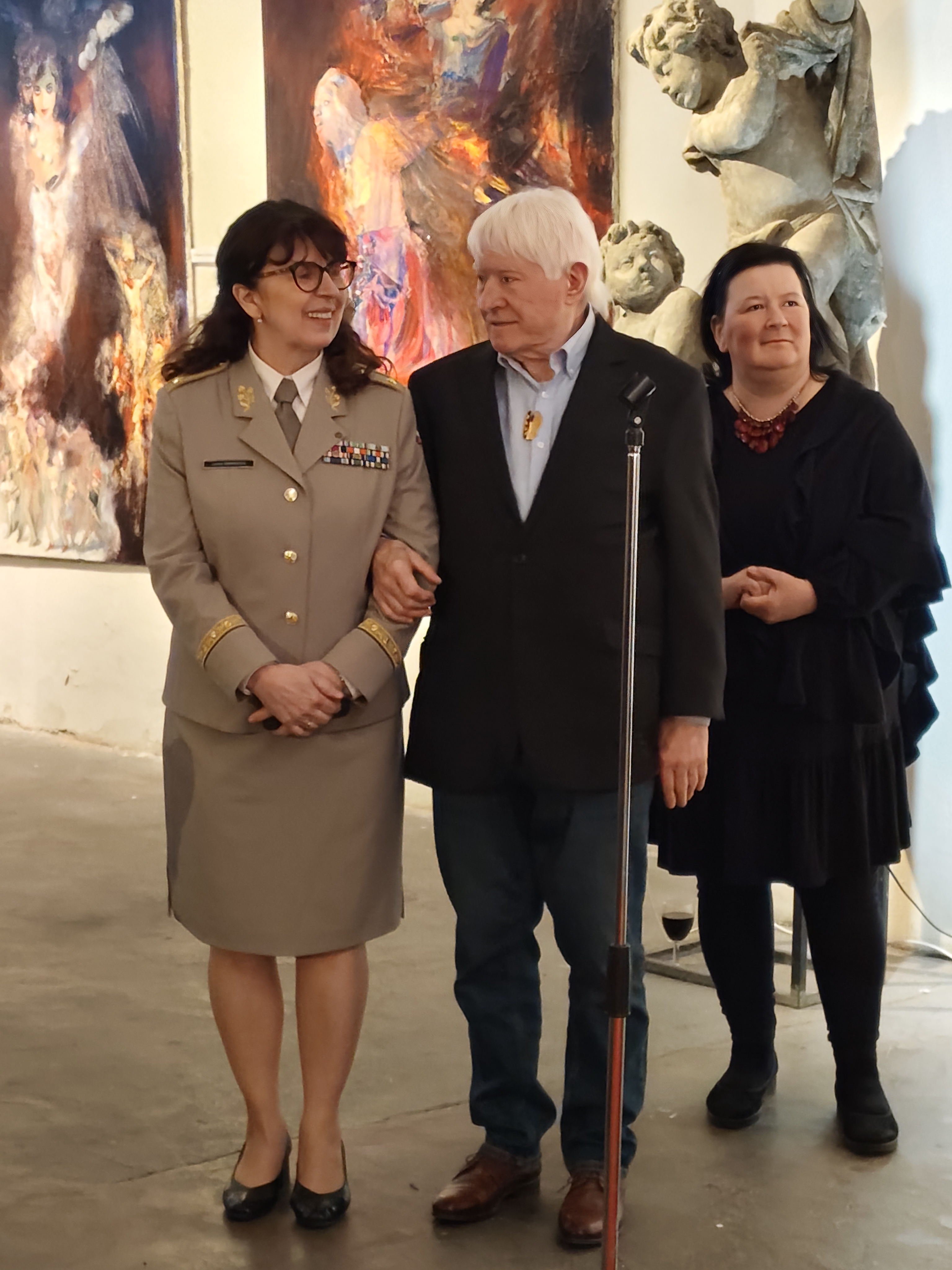
Světlana Kalousková (zcela vpravo) při vernisáži v Galerii Lapidárium